# Anomaly: Warzone Earth
Anomaly: Warzone Earth is een real-time strategy computerspel ontwikkeld door 11 bit studios en uitgegeven door Piotr Musial op 8 april 2011 voor Microsoft Windows en OS X. Later werd het spel ook uitgegeven voor Linux, iOS, Android, Xbox 360, PlayStation 3 en BlackBerry 10.

## Verhaal
Het spel speelt zich af in de nabije toekomst waar een aantal wrakstukken van alien schepen zijn neergestort in een aantal grote steden, waaronder Bagdad en Tokio.
De speler bestuurd de commandant van de 14th Platoon om de wrakstukken en alle vreemde dingen die in de buurt gebeuren te onderzoeken, aangezien satelliet- en radarsignalen hierdoor worden verstoord. Eventuele vijanden moeten worden doodgeschoten.

## Gameplay
De stijl van het spel is een aparte, namelijk een omgekeerde torenverdediging. Spelers besturen een konvooi van voertuigen die de wrakstukken gaan onderzoeken. De speler bestuurd ze niet direct, maar kiest de route die de voertuigen moeten rijden. De voertuigen kunnen ondersteund worden door bijvoorbeeld afleidingsmanoeuvres of door rookgordijnen. Tevens kan de speler voertuigen kopen die onderdeel worden van het konvooi, met verschillende offensieve en defensieve krachten en vaardigheden.
In de Xbox, Windows, Mac en Linux versie van het spel bestuurt de speler een soldaat, genaamd de Commander, om de ondersteuningsvaardigheden op te pakken en te gebruiken. De iOS en Android versies bevatten de commandant niet en bevatten ook niet de levels in Tokio.